# Budapester

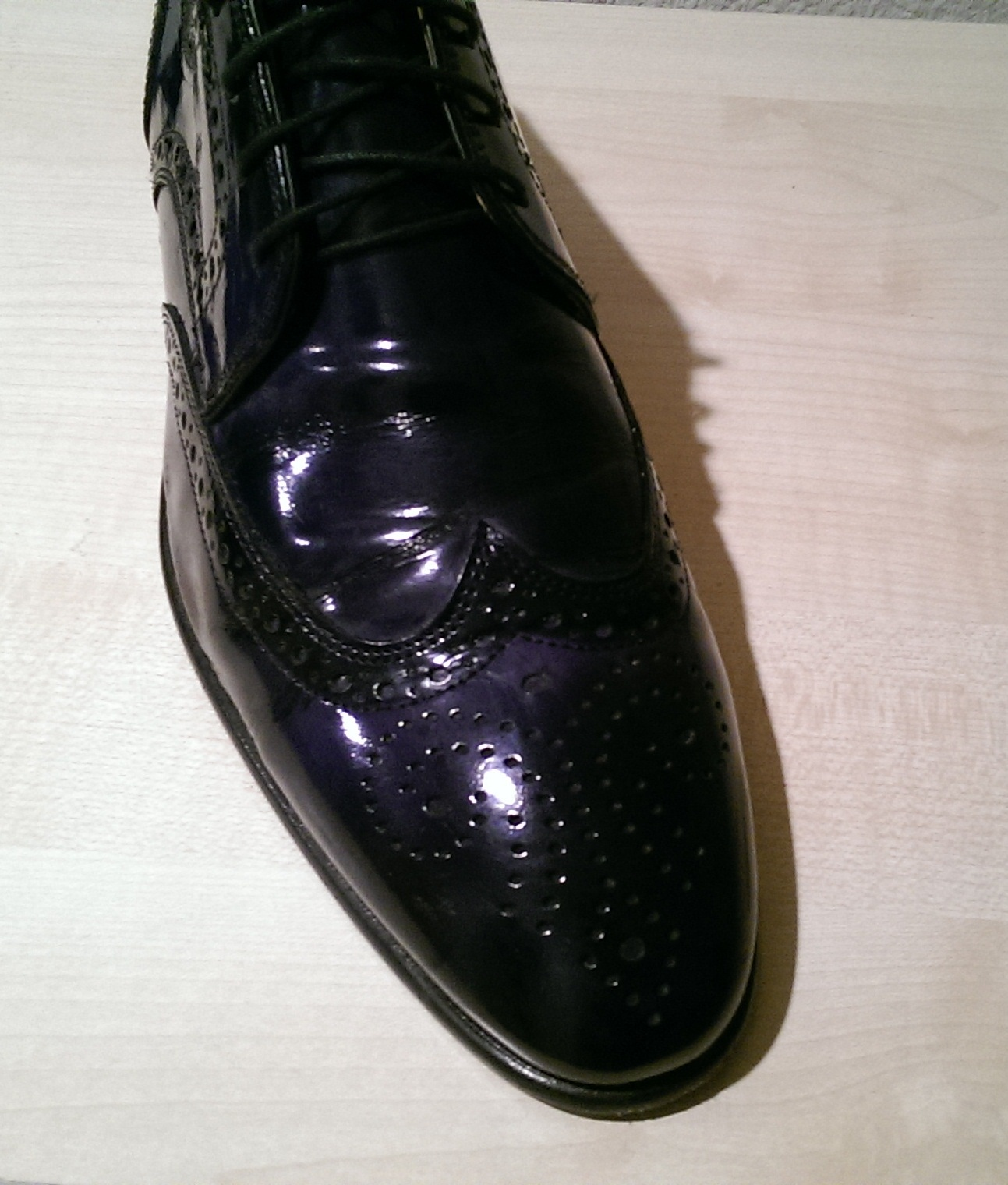
Budapester Schuhdesign

Als Budapester wird ein klassisches Herrenschuhmodell bezeichnet.

## Entstehung
Es ist nicht überliefert, woher die Bezeichnung Budapester stammt und wer sie zum ersten Mal verwendet hat. Bekannt ist, dass dieses Schuhmodell typische Merkmale der österreichisch-ungarischen Schuhmachertradition aufweist (z. B. Lochungsmuster und Leistenform) und seit Ende des 19. Jahrhunderts in Budapest gefertigt wird.

## Merkmale

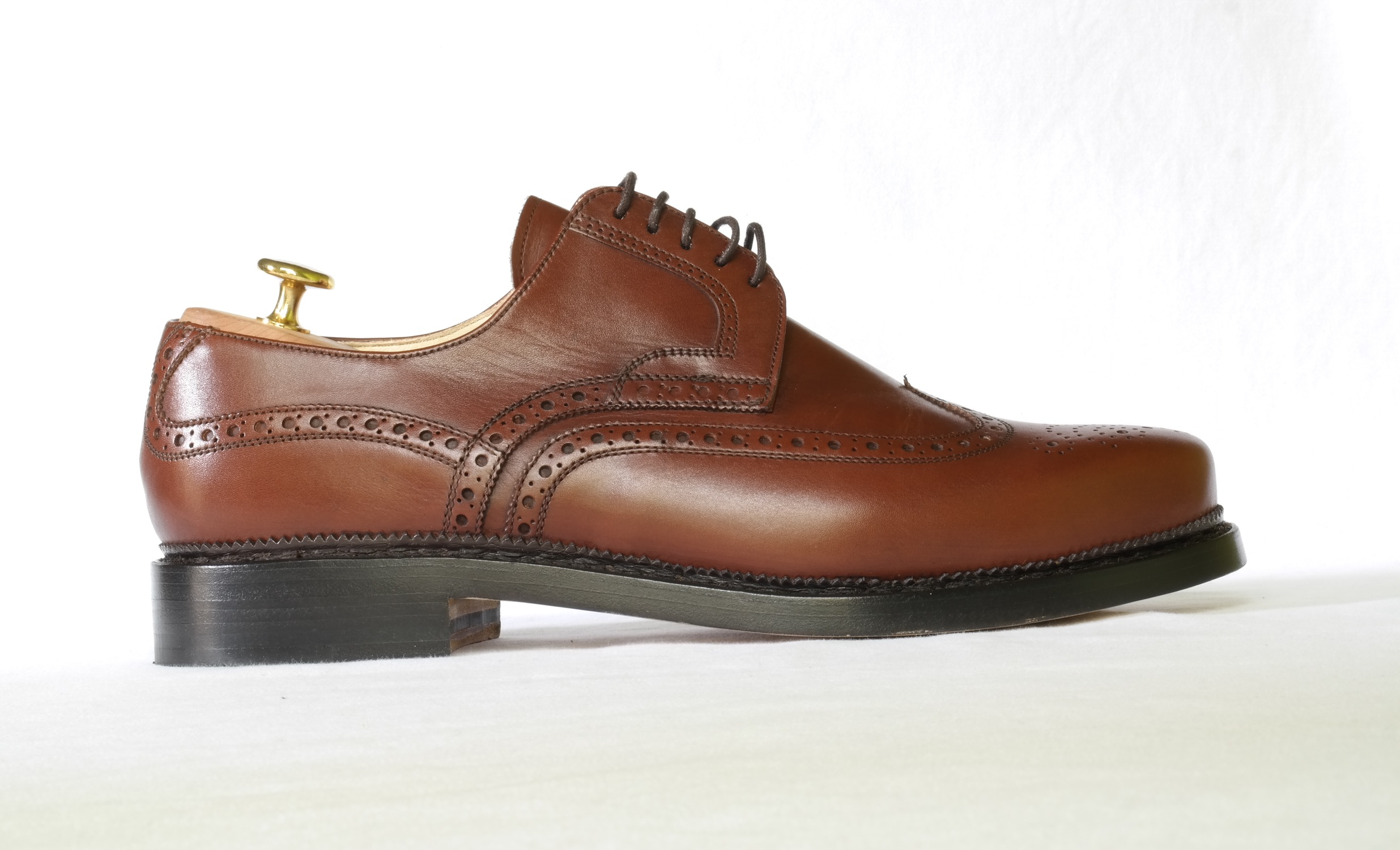
Typischer Budapester

Der Budapester zeichnet sich durch die Kombination der folgenden Merkmale aus:
- auf einem breiten, relativ geraden Leisten gefertigt
- der Leisten / Schuh zeigt eine hohe („aufgeworfene“) und relativ breit gerundete Spitze (fast in einem Winkel von 90 Grad)
- zwiegenähte Machart (kann zwiegenäht sein, muss jedoch nicht)
- doppelte Sohle
- Derby-Schaftschnitt (offene Schnürung) mit aufgesetzter Hinterkappe
- Flügelkappe
- mit Fullbrogue-Lochverzierung (überwiegend) oder glatt (wie beim „Plain-Derby“)

Das Hauptkennzeichen des Budapesters ist dessen unverwechselbare Leistenform (man spricht in diesem Zusammenhang auch vom Budapester Leisten). Weitläufig wird gesagt, dass der Budapester ein mit aufgesetzter Fersenkappe, Flügelkappe und „Lyralochung“ verzierter, zwiegenähter Derby mit offener Schnürung ist. Dementsprechend ist seine höhere Schuhspitze das wesentliche Unterscheidungsmerkmal des Budapesters vom sogenannten Fullbrogue in Derbyschnürung.

## Hersteller
In Deutschland gibt es einen bekannten Hersteller von Budapestern: die Bietigheimer Firma Heinrich Dinkelacker, die mit eigenen Mitarbeitern in Budapest-Budafok die Schuhe in Handarbeit herstellt. Ebenfalls weithin bekannte Schuhhersteller dieses klassischen Herrenschuhmodells sind die ungarischen Firmen Vass Shoes und László Budapest sowie die Firma Oliver Grey.

## Verwendung
Die Lochverzierungen  (Broguings) wie auch die Zwienaht oberhalb der Sohle geben diesem Modell eine sportliche, teils aber auch schlichte Note.
Ein Schuhpaar kostet zwischen 400 und 1.200 Euro, doch bei richtiger Pflege kann der Budapester 10 bis 20 Jahre halten.

## Film
- Die Meister der „Budapester“. Dokumentarfilm, Ungarn, Deutschland, 2006, 26 Min., Buch und Regie: Mari Cantu, Produktion: Prounen Film, ZDF, arte, Reihe: Gesichter Europas, Erstsendung: 26. Januar 2007 bei arte, Inhaltsangabe von arte (Memento vom 26. Juni 2014 im Webarchiv archive.today).